# K3 League
K3 League là hạng đấu thứ ba trong Hệ thống các giải bóng đá Hàn Quốc, được hình thành trên cơ sở Korea National League (2003–2019) và giải K3 League cũ (2007–2019) thành K3 League và K4 League vào năm 2020. Hiện giải bao gồm 16 câu lạc bộ.